# Moschato-Tavros
Moschato-Tavros (tiếng Hy Lạp: ?) là một khu tự quản ở vùng Attiki, Hy Lạp. Khu tự quản Moschato-Tavros có diện tích 4 km², dân số theo điều tra ngày 18 tháng 3 năm 2001 là 39870 người.